# Alain Chatillon
Alain Chatillon, né le 15 mars 1943 à Revel, est un chef d'entreprise et homme politique français, membre des Républicains.

## Biographie
Après avoir racheté en 1972 le groupe agroalimentaire Gerblé, Alain Chatillon fonde à Revel le groupe Diététique et Santé, devenu Nutrition et Santé, premier fabricant français d'aliments diététiques et biologiques. Il cofonde et préside le pôle de compétitivité Agri Sud-Ouest de 2007 à 2014,. Maire de Revel depuis 1989 et conseiller régional de Midi-Pyrénées, il entre au Sénat lors des élections sénatoriales de 2008. Il est réélu maire au premier tour, avec 68,82 % des voix aux élections de 2008 et avec 75 % des suffrages en 2014.
Il soutient Alain Juppé pour la primaire présidentielle des Républicains de 2016.
Rattaché au groupe UMP puis LR depuis 2008, il rejoint en 2020 Les Républicains et devient membre du groupe REP.